# Czerwona Piramida
Czerwona Piramida (lub Północna) – piramida w Dahszur w Egipcie, wybudowana przez władcę starożytnego Egiptu Snofru z IV dynastii. Jest to najstarsza zachowana klasyczna piramida, czyli w kształcie ostrosłupa. Zastosowano w niej sklepienie wspornikowe komory grobowej (znane już z piramidy w Meidum oraz Łamanej).

## Nazwy
W czasach Snofru zwana była „Ta-która-jawi-się-błyszczącą”. Współczesną nazwę zawdzięcza różowej barwie bloków miejscowego kamienia, z których została wzniesiona. Niegdyś pokryta była białym licowaniem wapiennym, dobrze odbijającym światło słoneczne, stąd jej staroegipska nazwa.

## Rozmiary

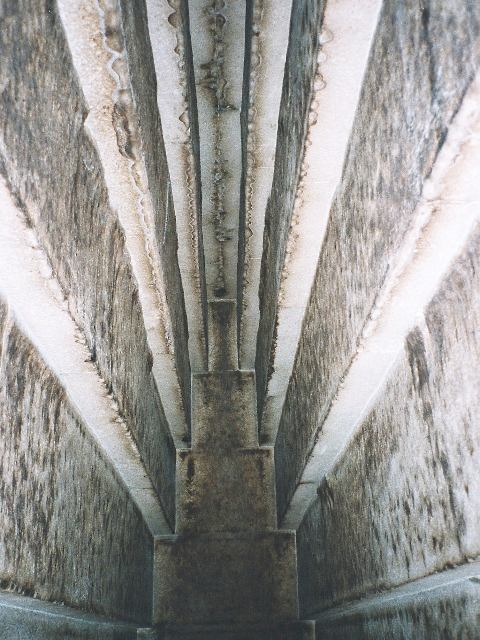
Sklepienie pozorne w głównej komorze grobowej

Wysokość piramidy pierwotnie sięgała 109,5 m, długość boku 220 m (o 5 metrów więcej od piramidy Chefrena), kąt nachylenia boków wynosi 43°22′. Zajmuje powierzchnię 48 400 m².

## Konstrukcja

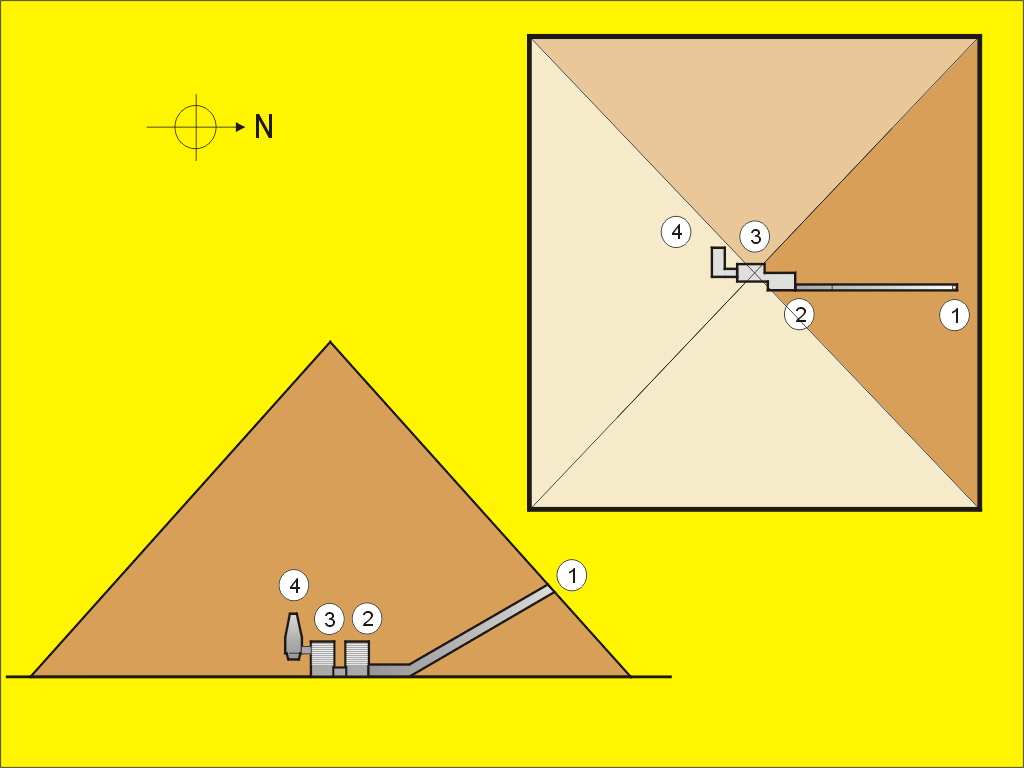
Piramida Czerwona – plan i przekrój
1) Wejście
2) Pierwsza Komora
3) Druga Komora
4) Komora grobowa

Wejście do wnętrza znajduje się w północnym licu piramidy na wysokości 28,6 m ponad poziomem podłoża, przesunięte jest o 3,8 m na wschód względem osi piramidy. Od wejścia korytarz o długości 62,8 m, prowadzący w dół pod kątem 27°56′, przechodzi w 7,94 m, poziomy podest na wysokości 15 m nad poziomem gruntu, wiodący do dwóch komór, pokrytych sklepieniem wspornikowym, uzyskanym poprzez ścinanie krawędzi stopniowo zsuwanych do siebie bloków. Komory są niemal identyczne. Druga leży dokładnie na osi pionowej piramidy. Obie mają wymiary 3,66 × 8,38 × 12,3 m. Stropy rozpoczynają się na wysokości 3,55 m od poziomu posadzek. W obu komorach stropy wspornikowe zbudowane są z jedenastu warstw bloków skalnych, które najwyższej warstwie zsunięte są do siebie na odległość zaledwie 35,5 cm.
W południowej ścianie drugiej komory, na wysokości 7,62 m ponad posadzką znajduje się wejście do pasażu długości 7,29 m prowadzącego do trzeciej komory. Jej podłoga podniesiona jest o 4,27 m względem poprzednich komór. Ma rozmiary 4,19 × 8,35 × 14,7 m i umieszczona jest poprzecznie względem poprzednich komór, na osi wschód – zachód. Ostatnia komora była miejscem spoczynku władcy, pozostałe mieściły wyposażenie grobowe.

## Historia budowli

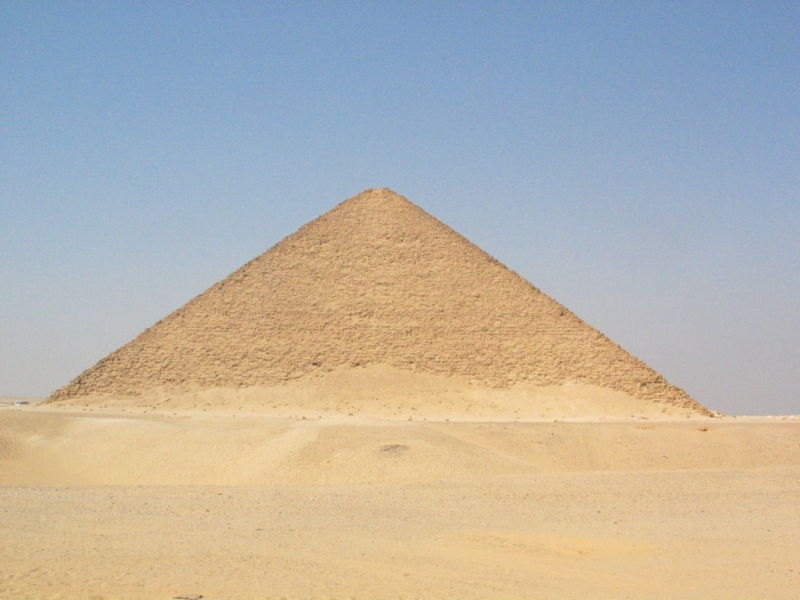
Południowa strona Czerwonej Piramidy

Budowę rozpoczęto w 29 roku panowania Snofru. Po ukończeniu obie piramidy Snofru w Dahszur, Łamana i Czerwona, stały się największymi budowlami Egiptu do czasu wybudowania piramid w Gizie. W niej złożono doczesne szczątki władcy. W późniejszych czasach, jeszcze w starożytności, grobowiec został splądrowany, a komora grobowa nosi nawet ślady pożaru. Zachowały się w niej tylko skąpe szczątki mumii mężczyzny, najprawdopodobniej samego Snofru. Identyfikację budowniczego piramidy dokonano na podstawie odnalezionych inskrypcji hieroglificznych z imieniem horusowym władcy – NebMaat i obecności jego wizerunku.